# Diocese de Kamloops
A Diocese de Kamloops (Dioecesis Kamloopsensis) é uma diocese localizada na cidade de Kamloops, na província de Colúmbia Britânica, pertencente a Arquidiocese de Vancouver no Canadá. Foi fundada em 1945 pelo Papa Pio XII. Com uma população católica de 61.000 habitantes, sendo 13,8% da população total, possui 24 paróquias com dados de 2018.

## História
Em 22 de dezembro de 1945 o Papa Pio XII cria a Diocese de Kamloops a partir do território da Arquidiocese de Vancouver. 

## Lista de bispos
A seguir uma lista de bispos desde a criação da diocese em 1945.
|                    | Nome                         | Período            | Notas                         |
| Bispos de Kamloops | Bispos de Kamloops           | Bispos de Kamloops | Bispos de Kamloops            |
| ------------------ | ---------------------------- | ------------------ | ----------------------------- |
| 6º                 | Joseph Phuong Nguyen         | 2016 -             |                               |
| 5º                 | David John James Monroe      | 2002 - 2016        | Bispo emérito                 |
| 4º                 | Lawrence Sabatini, C.S.      | 1982 - 1999        | Bispo emérito                 |
| 3º                 | Adam Joseph Exner            | 1974 - 1982        | Nomeado arcebispo de Winnipeg |
| 2º                 | Michael Alphonsus Harrington | 1952 - 1973        | Faleceu no cargo              |
| 1º                 | Edward Quentin Jennings      | 1946 - 1952        | Nomeado bispo de Fort William |